# CD 리나레스
CD 리나레스(스페인어: Club Deportivo Linares)는 스페인 안달루시아주 하엔도 리나레스를 연고로 하는 축구단이다. 1990년에 설립되었으나, 2009년에 재정난으로 인해 해단되었다. 홈구장은 10,000명을 수용할 수 있는 에스타디오 무니시팔 데 리나레호스를 이용했다.

## 역대 감독
| 감독                   | 임기        |
| ---------------------- | ----------- |
| 후안 카를로스 알바레스 | 2002 ~ 2003 |
| 라파엘 베르헤스        | 2008        |